# حمید دلشکیب
حمید دلشکیب اصل بازیگر تئاتر، سینما و تلویزیون اهل ایران بود.

## زندگی‌نامه
در سال ۱۳۰۵ در تبریز زاده شد. از سال ۱۳۲۶ تا سال ۱۳۵۶ با ۳۳ سال سابقه خدمت از شرکت نفت بازنشسته شد و توانست به کار هنری بپردازد. او یکی از پنج نفر مؤسس شرکت ملی گاز ایران در سال ۱۳۴۲ است. او همچنین در کتابی با عنوان «گنجینه خاطرات» به نقل خاطرات هنری خود پرداخته‌است.

## درگذشت
وی در شب ۱۷ مهر ۱۳۸۶ به علت سکته مغزی در بیمارستان شرکت نفت تهران درگذشت و در قطعه هنرمندان به خاک سپرده شد.

## کارنامهٔ هنری

### سینما
- جمعه (۱۳۷۸)
- سایه به سایه (۱۳۷۴)
- شاخ گاو (۱۳۷۴)
- شیرین و فرهاد (۱۳۷۴)
- مادرم گیسو (۱۳۷۴)
- مرد نامرئی (۱۳۷۴، فریال بهزاد)
- راه افتخار (۱۳۷۳)
- رابطه پنهانی (۱۳۷۱، جهانگیر جهانگیری)
- دادستان (۱۳۷۰، بزرگمهر رفیعا)
- جدال بزرگ (۱۳۶۹، علی اصغر شادروان)
- دو فیلم با یک بلیت (۱۳۶۹)
- دو سرنوشت (۱۳۶۸)
- برهوت (۱۳۶۷)
- جمیل (۱۳۶۶، احمد بخشی)
- جنگل‌بان (۱۳۶۶، منوچهر حقانی پرست)
- تصویر آخر (۱۳۶۵، مهدی صباغ زاده)
- تنوره دیو (۱۳۶۴، کیانوش عیاری)
- تیغ و ابریشم (۱۳۶۴، مسعود کیمیایی)
- مدار بسته (۱۳۶۴، رحمان رضایی)
- آن سفرکرده (۱۳۶۳، احمد نیک‌آذر)
- تاراج (۱۳۶۳)
- زائر خلف (۱۳۶۳، یدالله نوعصری)
- گل‌های داوودی (۱۳۶۳، رسول صدرعاملی)
- بازجویی یک جنایت (۱۳۶۲، محمدعلی سجادی)
- پرونده (۱۳۶۲، مهدی صباغ زاده)
- جایزه (۱۳۶۱، علیرضا داودنژاد)
- آفتاب نشینها (۱۳۶۰، مهدی صباغ زاده)
- پرواز به سوی مینو (۱۳۵۸، تقی کیوان سلحشور)
- گدای اشراف‌زاده (۱۳۵۷)
- اشک رقاصه (۱۳۵۶)
- تازه عروس (۱۳۵۶)
- طغیانگر (۱۳۵۶)
- مشکل آقای اعتماد (۱۳۵۶)
- بلند پرواز (۱۳۵۲)

### تلویزیون
- بگذار آفتاب برآید (حسین مختاری ۱۳۷۸–۱۳۷۷)
- هزاران چشم (کیانوش عیاری ۱۳۸۲) (اپیزود "سیگار لعنتی")
- روزگار جوانی (شاپور قریب و اصغر توسلی ۱۳۷۸–۱۳۷۷)
- روزی عقابی (سید محمدرضا مفیدی ۱۳۷۷)
- همه فرزندان من (محمد دستگردی ۱۳۷۶)
- سرزمین ملائک (علی غفاری ۱۳۷۵)
- ستاره قطبی (مجموعه تلویزیونی) (مسعود آب‌پرور ۱۳۷۴)
- وکلای جوان (بهرام کاظمی ۱۳۷۴)
- تله‌فیلم «گره شانس»[۲] (۱۳۷۴)
- ماجرا[۳] (سیاوش دولت‌سرایی، ۱۳۷۰)
- ایستادن در باد (سیاوش دولت‌سرایی ۱۳۶۸)